# Institut für Christliche Sozialwissenschaften
Das Institut für Christliche Sozialwissenschaften (ICS) ist ein Institut der Universität Münster in Münster. Aufgabe des Instituts ist die wissenschaftliche Bearbeitung von sozialethischen Fragestellungen.

## Geschichte des Instituts
Unter der Leitung von Joseph Höffner (1906–1987) wurde der Lehrstuhl für christliche Sozialwissenschaften 1951 zum „Institut für Christliche Sozialwissenschaften“ an der Katholisch-Theologischen Fakultät der Universität Münster ausgebaut. Unmittelbar nach der Gründung wurde ein Zusatzstudium  „Christliche Sozialwissenschaften“ für Hörer aller Fakultäten eingerichtet, das seit 1960 vom Kultusministerium genehmigt mit einem „Diplom für Christliche Sozialwissenschaften“ abgeschlossen werden konnte. 1987 wurde dieses Diplom durch eine Kooperationsvereinbarung mit dem Fachbereich IV Sozial- und Wirtschaftswissenschaften der Universität als „zweigleisiges“ Modell für Studierende der Wirtschaftswissenschaften und der katholischen Theologie abgesichert. Ebenfalls 1987 zog das Institut von der Pferdegasse 3 in die Räume der Hüfferstiftung (Hüfferstraße 27).
Seit 2007 wirkt das Institut am sogenannten Exzellenzcluster „Religion und Politik in den Kulturen der Vormoderne und Moderne“ an der Westfälischen Wilhelms-Universität Münster (WWU) mit. Ein Projekt des ICS setzt sich dabei mit dem „Gewaltverzicht religiöser Traditionen“ auseinander, in dessen Rahmen im März 2009 eine internationale Fachtagung zum Thema „Wie fand der Katholizismus zur Religionsfreiheit?“ stattfand.
Zum 60-jährigen Bestehen führte das ICS im Oktober 2011 eine Fachtagung zum Thema „Ressourcen – Lebensqualität – Sinn. Gerechtigkeit für die Zukunft denken“ durch.
Weitere Schwerpunkte der Forschung des Instituts liegen unter anderem in den Bereichen Bildungsethik, Medienethik und Kindeswohl.
Die Institutsbibliothek umfasst rund 45.000 Titel.

## Bisherige Direktoren
- 1951 bis 1962: Joseph Höffner
- 1964 bis 1983: Wilhelm Weber
- 1987 bis 1997: Franz Furger
- 1998 bis 2009: Karl Gabriel
- 2009 bis dato: Marianne Heimbach-Steins

## Veröffentlichungen des Instituts
- Jahrbuch des Instituts für Christliche Sozialwissenschaften. Münster 1960 ff.[2]; ab Band 9 (1968) umbenannt in Jahrbuch für Christliche Sozialwissenschaften
- Reihe Gesellschaft – Ethik – Religion. Paderborn u. a. 2013 ff.[3]
- Schriften des Instituts für Christliche Sozialwissenschaften der Westfälischen Wilhelms-Universität Münster, 57 Bände. Münster 1955 ff.

## Kooperationen
Das ICS ist in ein starkes Netzwerk von Verbindungen innerhalb der Universität eingebunden. Über die Universität Münster hinaus ist das ICS über die Ökumenische Arbeitsgemeinschaft sozialethischer Institute (ÖASI) und mit dem Berliner Institut für Ethik und Politikberatung (ICEP) vernetzt. Innerhalb von Politik, Gesellschaft und Kirche bestehen enge, vor allem beratende Kontakte zur Konrad-Adenauer-Stiftung, zum Bundesfamilienministerium, zum Zentralkomitee der deutschen Katholiken und zur Deutschen Kommission Justitia et Pax.